# الصرف الصحي البيئي

الصرف الصحي البيئي المعروف اختصارًا بالإيكوسان، هو نهج لتوفير الصرف الصحي يهدف إلى إعادة استخدام الفضلات بشكل آمن في الزراعة. يسعى هذا المبدأ بشكل أساسي لإنشاء «دارة مغلقة» للمواد الغذائية والمواد العضوية بين الصرف الصحي والزراعة. أحد أهدافه هو تقليل استخدام الموارد غير المتجددة. عند تصميمها وتشغيلها بشكل صحيح، توفر أنظمة إيكوسان نظامًا آمنًا صحيًا لتحويل الفضلات البشرية إلى مغذيات تُعاد إلى التربة بينما يعاد الماء إلى الأرض.

## التعريف
تغير تعريف الإيكوسان في الماضي. ففي عام 2012، قام خبراء سويديون بصياغة تعريف مقبول له: «أنظمة الصرف الصحي البيئي هي أنظمة تسمح بإعادة تدوير المواد الغذائية بطريقة آمنة لإنتاج المحاصيل بأسلوب يقلل إلى الحد الأدنى استخدام الموارد غير المتجددة. تمتلك أنظمة الصرف الصحي إمكانيات كبيرة لتحقيق الاستدامة إذا كانت الجوانب الفنية والتنظيمية والاجتماعية والاقتصادية تدار بالشكل المناسب».
قبل عام 2012، كان الإيكوسان مرتبطًا في الغالب بتحويل البول، وبصفة خاصة المراحيض الجافة لتحويل البول، وهو أحد أنواع المراحيض الجافة. يُستخدم مصطلح «مرحاض الإيكوسان» على نطاق واسع عندما يقصد الناس الحديث عن المراحيض الجافة لتحويل البول. ومع ذلك، لا ينبغي أن يقتصر مفهوم إيكوسان على نوع معين من المراحيض. 

### استخدام مصطلح إيكوسان
استُخدم مصطلح إيكوسان للمرة الأولى عام 1995 وبدأ أول مشروع لتطبيقه في إثيوبيا عام 1996، من قبل منظمة غير حكومية تسمى «سودي». اختار الثلاثي الدكتور تورستين موديغ من جامعة أوميا وقائد الفريق ألماز تيريف وخبير النظافة غوندر إدستورم مساحة في منطقة حضرية كثيفة نقطة انطلاق لمشروعهم، فاستخدموا مراحيض تحويل البول الجافة إضافة لأنشطة إعادة الاستخدام.
في مفهوم الإيكوسان، تُعتبر الفضلات البشرية ومياه الصرف موارد محتملة، ولهذا السبب يُطلق على الإيكوسان أيضًا «الصرف الصحي الموجه نحو الموارد» كما يستخدم أيضًا منذ العام 2006 مصطلح «الصرف الصحي المنتج».

### مقارنة مع مصطلح «الصرف الصحي المستدام»
يركّز تعريف الإيكوسان على الجانب المتعلق بالبيئة والصحة والموارد المتعلقة بالصرف الصحي المستدام. وبالتالي، فإن الإيكوسان ليس في حد ذاته صرفًا صحيًا مستدامًا، لكن يمكن تنفيذ أنظمة الإيكوسان بطريقة مستدامة ولديها إمكانيات قوية لتكون كذلك، إذا تم الاهتمام بالجوانب التقنية والمؤسساتية والاجتماعية والاقتصادية له بشكل مناسب. يمكن أن تكون أنظمة إيكوسان «غير مستدامة» إذا كان قبول المستخدمين ضئيلًا للغاية أو إذا كانت تكاليف النظام مرتفعة للغاية، ما يجعله غير مستدام من الناحية المالية على المدى الطويل.

## نظرة عامة
الأهداف الرئيسية للصرف الصحي البيئي هي الحد من المخاطر الصحية المتعلقة بالصرف الصحي والمياه الملوثة والنفايات، لمنع تلوث المياه الجوفية وتلوث المياه السطحية، وإعادة استخدام العناصر الغذائية أو الطاقة الموجودة ضمن النفايات.

### استرجاع الموارد
يشمل تعريف الإيكوسان الجوانب الصحية والميكروبية والكيميائية «لإعادة التدوير الآمنة»، وبالتالي، فإن البراز البشري المعاد تدويره، بصورة صلبة أو سائلة، يجب أن يكون عالي الجودة، أي خاليًا من العوامل الممرضة وجميع أنواع المكونات الكيميائية الخطرة. تعني عبارة «التقليل من استخدام الموارد غير المتجددة» أن الأرباح التي تحققها إعادة التدوير يجب أن تكون أكبر من التكلفة.
يعتمد إيكوسان على مفهوم شامل لتدفقات المواد كجزء من نظام مستدام بيئيًا واقتصاديًا لإدارة مياه الصرف الصحي، مصممٍ حسب احتياجات المستخدمين والظروف المحلية ذات الصلة. لا توجد أي تقنية محددة للصرف الصحي، إنما الموضوع عبارة عن فلسفة معينة في التعامل مع المواد التي تُعتبر حتى الآن مجرد مياه آسنة ونفايات يجب التخلص منها.

#### إعادة استخدامها سمادًا
منذ البداية، كان مؤيدو أنظمة الإيكوسان الأوائل يركزون على زيادة الإنتاجية الزراعية (عن طريق إعادة استخدام البراز كسماد) وبالتالي تحسين الحالة الغذائية للناس تزامنًا مع توفير صرف صحي آمن لهم. كان يُفترض الحد من الأمراض ليس عبر الحد من الالتهابات التي تنتقل فمويًا وشرجيًا فحسب، بل عبر الحد من سوء التغذية عند الأطفال كذلك. 
أظهرت التجارب الزراعية في جميع أنحاء العالم فوائد ملموسة لاستخدام البراز المعالج في الزراعة سمادًا ومحسّنًا للتربة، وهذا ينطبق على استخدام البول. أظهرت تجارب إعادة الاستخدام في زيمبابوي نتائج إيجابية لاستخدام البول على النباتات الخضراء المورقة مثل السبانخ أو الذرة وكذلك أشجار الفاكهة. أشارت دراسة أخرى في فنلندا إلى أن استخدام البول لوحده، واستخدامه مع رماد الخشب «يمكن أن ينتج 27 ٪ و10 ٪ إضافية من الكتلة الحيوية للشمندر الأحمر». لقد أثبت البول في العديد من الدراسات أنه ذو قيمة يسهل التعامل معه لأنه يحتوي على النيتروجين والفوسفور والبوتاسيوم والمواد المغذية الدقيقة الهامة.

#### إعادة استخراج الفوسفور
تحاول أنظمة الإيكوسان معالجة جانب آخر هو النقص المحتمل المتوقع في الفوسفور. يلعب الفوسفور دورًا مهمًا في نمو النبات، وبالتالي في إنتاج الأسمدة، لكنه مورد معدني محدود للغاية. وضع البوتاسيوم مشابه. أصبحت احتياطيات صخور الفوسفات المعدنية المعروفة شحيحة وكلفة استخراجها باتت مرتفعة بشكل متزايد، وهذا ما يطلق عليه «ذروة أزمة الفوسفور». اقترحت إحدى المراجعات التي تدرس إمدادات الفوسفات العالمية، أنه إذا ما جمعنا الفوسفات الموجود في البول البشري، فسنتمكن من توفير 22% من الطلب العالمي عليه.

### الفوائد
تشمل فوائد أنظمة إيكوسان:
- الحد من إدخال مسببات الأمراض من الفضلات البشرية في دورة المياه (المياه الجوفية والمياه السطحية).
- الحفاظ على الموارد من خلال خفض استهلاك المياه واستبدال الأسمدة المعدنية والحد من تلوث المياه.
- تقليل الاعتماد على الفوسفور المستخرج من المناجم والموارد الأخرى غير المتجددة لإنتاج الأسمدة.
- خفض استهلاك الطاقة في إنتاج الأسمدة: تعتبر اليوريا مكونًا رئيسيًا في البول، ومع ذلك فإننا ننتج كميات هائلة من اليوريا باستخدام الوقود الأحفوري.

## التحديات
تعرضت مقاربة الإيكوسان لانتقادات بسبب تركيزها المفرط على إعادة الاستخدام في الزراعة، مع إهمالها لبعض المعايير الأخرى للصرف الصحي المستدام. في الواقع، يمكن أن تكون أنظمة إيكوسان «غير مستدامة»، على سبيل المثال، إذا كان قبول المستخدم لهذه الأنظمة ضعيفًا أو إذا كانت تكاليف النظام مرتفعة للغاية بالنسبة للمجموعة المستهدفة من المستخدمين، ما يجعل النظام غير مستدامٍ من الناحية المالية على المدى الطويل.
تعرّض بعض مؤيدي الإيكوسان لانتقادات بسبب دوغمائيتهم، فتركيزهم مفرطٌ على حماية الموارد البيئية بدلاً من التركيز على حماية الصحة العامة وتوفير الصرف الصحي بتكلفة منخفضة.
تعد سلامة أنظمة إيكوسان المتعلقة بتدمير العوامل المسببة للأمراض أثناء عمليات المعالجة المختلفة موضع جدلٍ مستمرٍ بين مؤيدٍ ومعارضٍ لهذه الأنظمة. مع ذلك، فإن نشر المبادئ التوجيهية لمنظمة الصحة العالمية بشأن إعادة الاستخدام قد قطع شوطًا طويلاً في إنشاء إطار مشترك لإعادة الاستخدام الآمن. 

## التقنيات المستخدمة في أنظمة إيكوسان
توفر أنظمة إيكوسان إطارًا مرنًا يمكّن من دمج العناصر المركزية مع العناصر اللا مركزية، المياه مع الصرف الصحي الجاف، والتكنولوجيا المتطورة مع التكنولوجيا البدائية، إلخ... من خلال النظر في مجموعة أكبر بكثير من الخيارات، يمكن تطوير حلول اقتصادية مثالية لكل حالة. تشتمل التقنيات المستخدمة في أنظمة إيكوسان، في أغلب الأوقات وليس دائمًا، على عناصر فصل المصادر، أي الحفاظ على تيارات النفايات المختلفة منفصلة، لتصبح المعالجة وإعادة الاستخدام الآمن أسهل.
إن أكثر التقنيات المستخدمة في أنظمة إيكوسان شيوعًا هي المراحيض الجافة الذي تحول البول، لكن يمكن أن تستخدم أنظمة إيكوسان أيضًا تقنيات أخرى عديدة.
يمكن إيجاد أمثلة لمشاريع إيكوسان في جميع أنحاء العالم ضمن قائمة نشرتها المؤسسة الألمانية للتعاون الدولي في عام 2012، وكذلك في الدراسات التي نشرها تحالف الصرف الصحي المستدام والتي تركز على أنشطة إعادة الاستخدام.